# Psicologia dinâmica
A psicologia dinâmica e psiquiatria dinâmica (do grego dynamis, força, potência) se baseiam no estudo dos processos emocionais, suas origens, funcionamento e os mecanismos mentais subjacentes a eles. Está em contraste direto com a psiquiatria descritiva, que se baseia no estudo de sintomas observáveis e fenômenos comportamentais, em vez de processos psicodinâmicos subjacentes.

## História
Em convergência da física, fisiologia e filosofia dos séculos XVIII e XIX, a noção da existência de energia e forças mentais fez parte de intepretações do vitalismo, romantismo e de filósofos idealistas, que formaram base de modelos psicológicos dinâmicos precursores às teorias de psicologia médica. O termo "psicologia dinâmica" é abordado no livro de história de psicologia médica por Gregory Zilboorg, mas foi Henri Ellenberger o historiador que resgatou seu desenvolvimento na monumental obra The Discovery of the Unconscious: The History and Evolution of Dynamic Psychiatry (1970), apontando como ela determinou as psicoterapias psicodinâmicas, primordialmente na análise psicológica de Pierre Janet e psicanálise de Freud, e suas vertentes subsequentes, como as de Adler e Jung.
Schopenhauer, dentre os idealistas alemães, figura assim como ancestral da psiquiatria dinâmica moderna por sua filosofia das manifestações da vontade (voluntarismo). Na França, considerações de um inconsciente dinâmico e estudos sobre a motivação ocorreram intensamente dentro das especulações do espiritualismo filosófico de Maine de Biran e Théodore Jouffroy, além das práticas do magnetismo animal e hipnotismo, um conjunto que influenciaria o ambiente, teoria e prática posteriores de Jean-Martin Charcot, Théodule-Armand Ribot, Pierre Janet e Henri Bergson. Pierre Janet adotou o nome de "psicologia dinâmica" (psychologie dynamique) para seu modelo pelo menos a partir da década de 20: em analogia energética, criou termos tal como "psicastenia", relacionado ao abaissement du niveau mental (abaixamento do nível mental). Segundo Ellenberger, a consideração dinâmica de Janet foi influenciada também grandemente por desenvolvimentos psicológicos e movimentos intelectuais do fim de século nos Estados Unidos, incluindo a psicologia de William James e James Mark Baldwin, além de o idealismo de Josiah Royce e o trabalho psiquiátrico dos neurologistas George Beard e Silas Weir Mitchell; em continuidade na França, grandes nomes dos anos 1950 e 1960 que praticaram a psiquiatria dinâmica são citados como sendo Henri Ey, Henri Baruk e Jean Delay.
A maioria dos psiquiatras modernos acredita que é mais útil combinar as duas abordagens de psiquiatria dinâmica e descritiva em um modelo biopsicossocial.